# Thomas Schücke
Thomas Schücke (Wuppertal, 2 febbraio 1955) è un attore tedesco.

## Filmografia

### Televisione
- Siska (7 episodi)
- Il Commissario Voss (10 episodi)
- Für alle Fälle Stefanie
- Du oder keine
- Lady Cop (un episodio)
- Dr. Stefan Frank - Der Arzt, dem die Frauen vertrauen
- SOKO München (tre episodi)
- Wilsberg
- L'ispettore Derrick (nove episodi)
- Weißblaue Wintergeschichten
- Betrogen - Eine Ehe am Ende
- Wildbach (un episodio)
- Un caso per due (un episodio)
- SK Babies (nove episodi)
- Auf Achse (un episodio)
- Inseln unter dem Wind (un episodio)
- Air Albatros (un episodio)
- Falsa identità
- Schwarz greift ein
- Anwalt Abel
- Happy Holyday
- Liebe auf Bewährung
- Schlafende Hunde
- Diese Drombuschs (quattordici episodi)
- Der lange Sommer
- Giovanni oder die Fährte der Frauen
- È difficile essere un dio
- Drei D
- Hals über Kopf (un episodio)
- Das Mädchen und die Tauben (un episodio)
- Die zwei Gesichter des Januar
- Faber l'investigatore (un episodio)
- Die doppelte Welt
- Le dernier civil
- Mondkräcker
- Boccaccio & C.
- La moglie.. gli uccelli
- Lapo erzählt...
- Liebe mit geschlossenen Augen
- Die Razzia
- De Nacht mit Chandler
- Mit der linken Hand
- Game Over